# Brodowo (Ełk)
Pour les articles homonymes, voir Brodowo.
Brodowo est un village polonais du district administratif d'Ełk, dans le powiat d'Ełk, voïvodie de Varmie-Mazurie, au nord-est du pays.